# Наполовину надлюдина
«Наполовину надлюдина» (англ. Half Past Human) — науково-фантастичний роман американського письменника Ті Джей Басса (Томаса Джей Басслера), надрукований 1971 року. Роман створено шляхом поєднання та розширення двох оповідань: «Напівлюдина», вперше надрукованого на сторінках журналу «Гелексі сайнс фікшн» у грудні 1969 року, а також Г. І. Т. А. Р. (англ. G.I.T.A.R.), вперше опублікованого на сторінках журналу «If» у листопаді та грудні 1970 року. Роман належить до серії «Вулик», до якої також входить «Богородичний кит».
Серія оповідань Басса «Вулик» рясніє очевидними й не дуже очевидними посиланнями на номенклатуру, яка зазвичай використовується в патології, включаючи епонімічні каламбури (зверніть увагу на спостереження чоловічого персонажа над привабливим «тілом Хавелла-Джоллі») жіночого персонажа. Він використав свій медичний досвід, щоб досягти реалістичного рівня у своїх історіях, якого ніколи не було досягнуто донині.
У 1971 році «Напівлюдину» на премію «Неб'юла» за найкращий роман.

## Сюжет
Майбутня Земля Басса — це середовище, в якому сума біомів служить його харчовим ланцюгом. Людська наука створила чотирипалого Небіша, блідого, недовговічного і добре програмованого гуманоїда, у якого були вилучені елементи, які не сприяють існуванню підземного вулика (агресія, цікавість тощо). П'ятипалі люди (так звані бакеї) блукають по біофермах, які забезпечують харчування трильйонне населення Небішів Землі. Усі тварини, окрім людини, вимерли, тому м'ясо надходить від інших людей (іноді від щурів). Конфлікт між Вуликами та кочуючими бандами п'ятипалих початкових Людей, які доведені до стадії дикості та на яких полює, як на шкідників, служба безпеки Вулика, формує тло цього роману.
Роман починається з того, що старий Мун і його собака Ден блукають по полях. Вони результати генетичних експериментів з зупинення біологічного годинника. Вони стикаються з Зубочисткою, кіберкомпаньйоном з часів, коли технології були розвиненішими до занепаду Вулика. Зубочистка закликає Муна підняти його, але Мун не любить роботів — вони працюють на Вулик. Зубочистка обіцяє їжу, і коли він виконає свою обіцянку, після того як гроза закорочує агромеків від повідомлення про його крадіжки в садах, Мун розглядає пропозицію Зубочистки про товариство. Зубочистка пояснює, що він є кіберкомпаньйоном, і коли робот обіцяє нові зуби для Муна і Дена, Мун погоджується, і всі троє вирушають на неоголошену місію Зубочистки.
Відбувається щось дивне, оскільки примітивні бакеї демонструють ознаки мети, мета якої неясна та, ймовірно, небезпечна для рівноваги Вулика. Здається, що третя сторона тримає ситуацію під власним контролем, веде кампанію в невпинно успішній битві з комп'ютерними розумами, які тримають цей «дивний новий світ» у рівновазі. Починають вступати в дію плани, які не під силу їх головним героям, і наближається епічна битва між Чотирипалими та П'ятипалими.